# Agrilus criddlei
Agrilus criddlei är en skalbaggsart som beskrevs av Frost 1920. Agrilus criddlei ingår i släktet Agrilus och familjen praktbaggar. Inga underarter finns listade i Catalogue of Life.